# Kristine Belson
Kristine Belson (Estados Unidos, 24 de novembro de 1964) é uma produtora cinematográfica norte-americana.
Em 2005, Belson ingressou na DreamWorks Animation como chefe de desenvolvimento, onde supervisionou o desenvolvimento e a aquisição de todos os projetos de longa-metragem para o estúdio. Lá ela também atuou como produtora executiva de How to Train Your Dragon (2010). Como reconhecimento, foi nomeada ao Oscar 2014 na categoria de Melhor Filme de Animação por The Croods.
Em janeiro de 2015, ela foi nomeada presidente da Sony Pictures Animation, encarregada de liderar o desenvolvimento e a produção de franquias existentes e originais.

## Filmografia
| Ano  | Título                    | Papel                    | Notas |
| ---- | ------------------------- | ------------------------ | ----- |
| 1999 | Muppets do Espaço         | Produtora executiva      |       |
| 2003 | Um Cão do Outro Mundo     | Produtora                |       |
| 2004 | 5 Criaturas e a Coisa     | Produtora executiva      |       |
| 2005 | The Muppets' Wizard of Oz | Coprodutora              |       |
| 2007 | Shrek Terceiro            | Agradecimentos especiais |       |
| 2009 | Monstros vs. Alienígenas  | Agradecimentos especiais |       |
| 2010 | How to Train Your Dragon  | Produtora executiva      |       |
| 2013 | Os Croods                 | Produtora                |       |